# Burg Hewenegg
Die Burg Hewenegg, auch Junghewen, Hauptburg und Höwenegg genannt, ist eine abgegangene Höhenburg bei Immendingen im Landkreis Tuttlingen in Baden-Württemberg.

## Geographische Lage

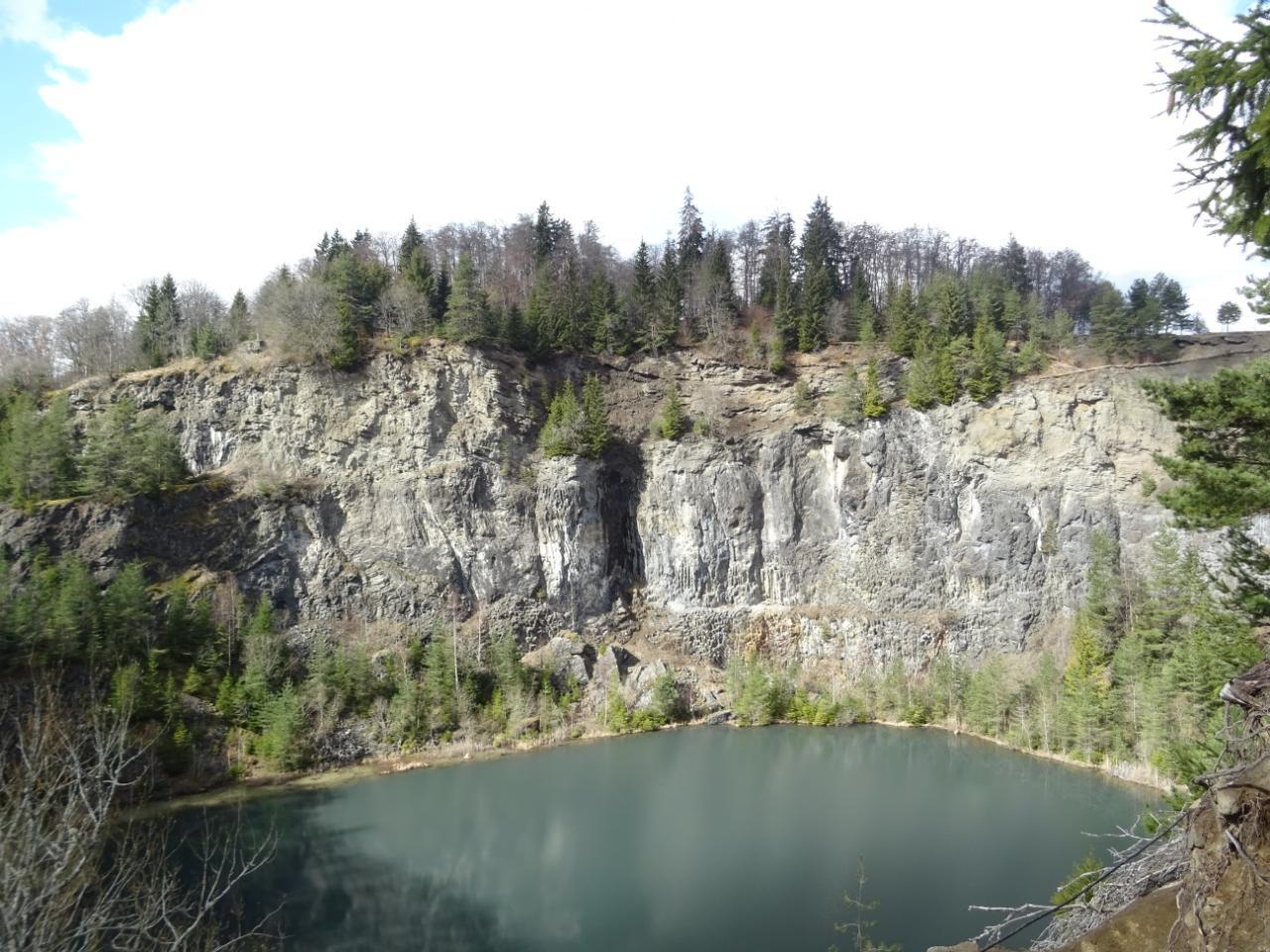
Heute hat sich ein See gebildet wo einst die Burg Hewenegg stand.

Die ehemalige Burg Hewenegg lag auf einem 812 m ü. NHN hohen Basaltkegel des „Höwenegg“ im Hegau, rund 2800 Meter südöstlich der Kirche von Immendingen. 400 Meter südwestlich der Burg Hewenegg und 3000 Meter südlich von Immendingen befinden sich die Burgruine der als Burgrest Hewenegg, auch Burgstall und Kleine Burg genannt, bezeichneten möglichen Vorburg der Burg Hewenegg. Diese ist durch einen Steinbruch allerdings völlig zerstört worden.

## Geschichte
Die Burg Hewenegg wurde während des 13. Jahrhunderts erbaut und 1291 erstmals erwähnt, als ein Rudolf von Hewen den Habsburgern zu Lehen auftrug. Im Jahr 1398 wurde sie an das Herzogtum Österreich verpfändet. Ab 1404 werden als Besitzer die Grafen von Lupfen-Stühlingen genannt. Später musste die Burg zerstört worden sein, denn 1476 wird sie als Burgstall, also als abgegangene Burg bezeichnet. Danach kam sie über die Herren von Reischach an die Fürsten von Fürstenberg.
Eine weitere Zerstörung fand 1639 während des Dreißigjährigen Kriegs statt, danach wurde sie im 20. Jahrhundert durch einen Steinbruchbetrieb zum größten Teil abgetragen.

## Beschreibung
Nach den Angaben des Burgenforschers Konrad Albert Koch bestand die Burganlage aus einer ovalen bis polygonalen Grundfläche mit den Maßen von 70 mal 42 Meter und einer Innenfläche von 1700 Quadratmeter. Der Burghof war durch eine Binnenmauer zweigeteilt. Das frühere Burgtor lag im Südwesten, ein weiterer Zugang lag wohl im Norden. Ein Gebäude der Anlage stand an der Westseite, von diesem war ein Keller erhalten, und weitere zwei befanden sich an der Nordseite. Am Nordhang befand sich zudem noch ein Graben.
Heute haben sich nur am Ostrand des Berggipfels mögliche Mauer- und Turmreste erhalten. Der Großteil der Burganlage ist infolge eines alten Basaltabbaus abgetragen worden. An der Burgstelle befindet sich nur noch ein 80 Meter tiefer Steinbruch mit einem See.